# Llista de planetes de la Saga de La Fundació
Aquest article és una Llista de planetes que apareixen de la Saga de La Fundació, escrita per Isaac Asimov.

## Anacreont
A la "Triologia de les Fundacions", d'Isaac Asimov, Anacreont és una planeta de la Perifèria llunyana de l'Imperi Galàctic a 8 parsecs (26 anys llum) de Términus i 10000 de Tràntor.

### Història
Durant la glòria de l'Imperi Galàctic, Anacreont va ser la capital de la prefectura homònima i dos-cents cinquanta anys abans de la caiguda imperial es va independitzar. Després d'intentar conquerir la Fundació, va acabar convertint-se a la religió fundacionista.
Durant la guerra Stettiniana, Anacreont va formar part del camp de batalla.

### Política i Economia
Anacreont és el planeta més poblat i ric de la Fundació i durant la sisena Crisi Seldon (finals del segle v, Era Fundacional) fou la capital alternativa a Términus.
És el planeta que disposa de més escons dins del Parlament de la Confederació de la Fundació.
La principal activitat econòmica és la indústria nuclear i la fabricació de les naus civils i militars de la Fundació.

## Smyrno
Apareix per primer cop dins la història Els enciclopedistes del primer llibre de la trilogia, titulat la Fundació.
Forma part dels planetes de la perifèria Galàctica, a 50 parsecs (163 anys llum) de Terminus (la capital inicial de la Fundació). És el planeta capital de la prefectura de Smyrno dins la província d'Anacreont. Durant la primera crisi Seldon, s'independitza de l'Imperi Galàctic al mateix temps que Anacreont, Konom i Daribow.
Hober Mallow, un dels principals alcaldes de la Fundació, és nascut a Smyrno.
El nom del planeta prové de Smyrna una ciutat de l'antic Imperi Romà que, malgrat estar molt allunyada de Roma, disposava d'un gran poder econòmic. Aquest fet no és una simple coincidència, donat que tota la trilogia està plena de referències al món clàssic.
Segons alguns llibres relacionats amb la saga però que no formen part de la trilogia original, Smyrno es descriu com un planeta calent i sec, on tota la població viu en ciutats subterrànies.

## Términus
Es tracta del planeta escollit per establir-hi la Fundació que haurà de convertir-se, segons el pla Seldon, en el Segon Imperi Galàctic.

## Altres planetes

### Tràntor
Capital del Primer Imperi Galàctic. Tot el planeta és una gran ciutat i està completament cobert per cúpules, a excepció del Palau Imperial. Està situat al centre de la Galàxia i necessita vint mons agrícoles per alimentar la seva població de 40 mil milions d'habitants, dedicats a les taques d'administració de l'Imperi. Després del Gran Saqueig va quedar reduït a ruïnes, excepte l'enorme Biblioteca Imperial.

### Kalgan
Planeta de la Perifèria que va ser durant molt temps un planeta de plaer. Aquest va ser un dels motius pels quals gairebé no es va veure afectat per la caiguda de l'Imperi. Més tard va ser conquerit pel Mul, que hi va establir la capital de la seva Unió de Planetes. Anys després de la seva mort, Stettin, Senyor de Kalgan que es considerava "hereu" del Mul, va intentar infructuosament de conquerir la Fundació.

### Haven
Un dels 27 Mons Comerciants Independents.

### Iss
Un dels 27 Mons Comerciants Independents.

### Mnemon
Un dels 27 Mons Comerciants Independents.

### Radole
Un dels 27 Mons Comerciants Independents, en el qual la vida només és possible en una petita franja.

### Horleggor
Planeta conquerit pel Mul després d'una gran victòria contra la Flota de la Fundació. Gràcies als seus poders mentals, va aconseguir que 20 naus de la Fundació es rendissin en un moment clau de la batalla.

### Neotràntor
Planeta proper a Tràntor on es va establir la Capital Imperial després del Gran Saqueig.

### Helicon
Planeta natal de Hari Seldon.